# (9031) 1989 WG4
(9031) 1989 WG4 là một tiểu hành tinh vành đai chính. Nó được phát hiện bởi Antonín Mrkos ở Đài thiên văn Kleť in Czech Republic ngày 29 tháng 11 năm 1989.